# 自己炎症症候群
自己炎症症候群（じこえんしょうしょうこうぐん、英語：autoinflammatory syndromes）とは、1999年に、TNF受容体関連周期性症候群(TRAPS)の原因遺伝子がTNFRSF1A(TNFα受容体遺伝子）であることを同定した論文の中で、McDernott MF, Kastner DLらによって提唱された概念である。もともとは自己免疫、アレルギー、免疫不全など従来言われてきた免疫病に合わない疾患群として提唱された。その後、自己炎症症候群と考えられる遺伝子異常が多数発見されてきたことにより、10年後の2009年、Kastner DLらによって誘因が明らかではない炎症所見、高力価の自己抗体や自己反応性T細胞が存在しない、先天的な自然免疫の異常、の3項目によって定義付けられ、6つの病型が提唱された。
自己炎症(autoinflammation)という言葉は自己免疫(autoimmunity)という言葉との対比によって定義される。自己炎症は自然免疫の異常であり、責任細胞はマクロファージ、樹状細胞、NK細胞、好中球とされており、病変の首座は皮膚、眼、関節、漿膜、消化管とされる。一方、自己免疫は獲得免疫の異常であり、責任細胞はリンパ球であり、病変の首座はリンパ節、脾臓、胸腺、骨髄とされる。自己炎症症候群は狭義には遺伝性周期熱症候群を指す。広義にはベーチェット病、スチル病、痛風、偽痛風までも含まれる。生化学的にはインフラマソームと呼ばれるカスパーゼ1を活性化する細胞質蛋白複合体の変異に基づいて生じるものや、1型インターフェロンの過剰による疾患などからなる。尿酸はインフラマソームの構成成分であるNLRP3の活性化因子であるため、痛風は広義には自己炎症症候群に分類される。

## 自己炎症症候群の分類

### 遺伝性周期熱症候群
家族性地中海熱(FMF)家族性地中海熱は2006年度の検討では世界中に10万人以上の患者が推定されている。2009年の全国調査では日本に約300人の患者が推定されている。2011年に厚生労働省からガイドラインが発表されている。無菌性漿膜炎発作と寛解を繰り返す常染色体劣性遺伝の疾患である。責任遺伝子座は16p13.3であり責任遺伝子はMEFV、その産物はピリン(pyrin)。ピリンはインフラマゾームの活性化調節を行なっており家族性地中海熱の患者ではインフラマゾームの抑制障害によって自己炎症が起こると考えられている。ピリンは好中球で高発現しており、家族性地中海熱の漿膜炎では好中球浸潤が認められる。診断はTel-Hashomer criteriaで行われることが多い。典型的には1～4日続く38度以上の発熱と無菌性腹膜炎、胸膜炎、関節炎などの漿膜炎症状を反復する。90%以上は20歳以下で発症、ストレスで発作が起こるという意見もある。発作時はCRP、SAAといった全身性炎症マーカーが高値となり間欠期には正常化する。予後を規定するのはアミロイドーシスである。蛋白尿が出現してから7～8年で40歳前後で尿毒症で死亡する。コルヒチンによって腎アミロイドーシスも予防できるとされている。ベーチェット病、結節性多発動脈炎、 アレルギー性紫斑病といった血管炎の合併も認められている。
高IgD症候群
TNF受容体関連周期性症候群TNF受容体関連周期性症候群は世界で150例ほど報告されており日本では10例程の報告がある。家族性周期性発熱疾患の中では家族性地中海熱に次いで多いとされている。Ⅰ型TNF受容体をコードするTNFRSF1A遺伝子の変異であり。TNFαの刺激が増強、持続する病態が考えられているが仮説であり、不明な点が多い。コルヒチンが無効でありステロイドが有効である。常染色体優性遺伝であり発症年齢中央値は３歳あるが発症は生後2ヶ月～53歳までと幅広い。5日以上発熱が持続することもある。
クリオピリン関連周期熱症候群

### 特発性周期熱症候群
- PFAPA
- スチル病
- 成人スチル病

### 肉芽腫病
- Blau症候群
- 若年発症サルコイドーシス
- クローン病

### 発熱病
- PAPA
- Majeed症候群
- SAPHO症候群

### 血球貪食症候群
- 原発性血球貪食性リンパ組織球症
- マクロファージ活性化症候群

### 補体病
- 遺伝性血管神経性浮腫

### 血管炎症候群
- ベーチェット病

### 代謝病
- 痛風
- 偽痛風

## 自己炎症症候群の病態

### 自然免疫
自然免疫は主に貪食によって以前に出会ったことのない新しい抗原に対して即応的に対処する。貪食細胞が病原体に共通して生存に必須なPAMPs(pathogen-associated molecular patterns)に対する受容体(PRRs)を持っているため貪食が可能と考えられている。PAMPsとして知られているのがグラム陰性菌のLPS、二本鎖RNA(dsRNA)、マンナン酸などである。PAMPsに対する受容体(PRRs)としては可溶性MBL、TLR、SRA、NLR、RLRなどが知られている。Toll受容体はショウジョウバエが真菌を認識するレセプターとして同定されたが、同様の受容体が哺乳類でも認められ生体防御において重要であることが明らかになった。Toll様受容体(TLR)としてTLR1～11までが同定されている。TLR1 TLR2 細菌のペプチドグリカン、TLR3 dsRNA、TLR4 LPS、TLR5 鞭毛、TLR7 ssRNA、TLR9 DNAといった対応が知られている。TLRのシグナル伝達は大きく分ける２通りある。細菌感染はTLR1、2、4、5、6を介して MyD88、NFκB、MAPKを介して炎症性サイトカイン産出に向かう。ウイルス感染はTLR3、7、9からIRF-7などを介してIFNα/βを産出させる。TLRは細菌、真菌、ウイルス、原虫などに対応している。NLRは細菌にRLRはウイルスに対応する。TLRは細胞外のPAMPsを認識するが、NLRとRLRは細胞内のPAMPsを認識する。即ち貪食したあとのサイトカイン分泌やシグナル伝達に関与すると考えられている。PRRsは外来微生物の認識レセプターと考えられていたが自己細胞の細胞質や核内にもPRRs の認識分子があり炎症を誘起する。自己由来の起炎性因子をDAMPs(damage associated molecular patterns)という。DAMPsとしてはATPや尿酸が含まれる。

### インフラマソーム
インフラマソームはNLRファミリーに属する分子群から構成される。Apaf-1、ASC、NOD、NALPなどが知られている。インフラマソームのうち最もよく研究されているのがNALP3/NLRP3である。NALPは1～14までなる分子群である。NALP3は細菌成分や尿酸などが結合するとSGT1とHSP90を解離し活性型になる。活性型NALP3に活性型ASCとカスパーゼ1が結合してインフラマソーム複合体が形成される。インフラマゾームにおいてカスパーゼ1が分解され活性型カスパーゼ1となると、これがIL-1βやIL-18を活性化し炎症を起こす。遺伝性周期熱症候群をはじめとした自己炎症症候群の多くはこの系の病気としてとらえることができる。

### インフラマソーム病

#### 内因性
インフラマソームを構成する分子そのもの異常として知られる病気である。
- クリオピリン関連周期熱症候群

#### 外因性
インフラマソームの機能を修飾する分子の異常として知られる病気である。
- 家族性地中海熱
- PAPA
- CRMO/SAPHO症候群
- Majeed症候群
- HIDS
- 胞状奇胎
- DIRA